# Seiji Shinkai
Seiji Shinkai (新海 征治, Shinkai Seiji, nacido el 5 de julio de 1944) es un químico y profesor japonés de la Universidad de Kyushu, y profesor emérito.

## Primeros años de vida
Shinkai nació en la prefectura de Fukuoka, Japón, en 1944. Completó su licenciatura en 1967 y su doctorado. en 1972 de la Universidad de Kyushu.

## Carrera e investigación
Es conocido por su investigación pionera en el autoensamblaje molecular. El autoensamblaje molecular es el ensamblaje de moléculas sin guía ni dirección de una fuente externa.
Su principal campo de especialización e intereses de investigación son la química host-guest, el reconocimiento molecular, los cristales líquidos /geladores orgánicos, la detección de azúcar/ química combinatoria basada en azúcar, los ácidos borónicos, las interacciones polisacárido-polinucleótido, la transcripción sol-gel y la química combinatoria inorgánica. Su investigación más reciente está relacionada con la discriminación quiral mediante AIE .
En 1979 publicó la primera máquina molecular impulsada por luz en Tetrahedron Letters.
Hasta la fecha (julio de 2019) ha publicado más de 1024 artículos originales y 219 reseñas y libros.

## Reconocimiento
- Premio al Progreso de la Sociedad Química de Japón (1978)
- Premio Internacional Izatt-Christensen en (1998) [4]
- Premio de conferencia Becker (1999) [5]
- Premio de cátedra Vielberth (2002) [5]
- Premio de la Sociedad Química de Japón (2003) [5]
- Premio de Cultura del Oeste de Japón (2004) [5]
- Premio Toray de Ciencia y Tecnología (2006) [5]
- Premio Daiwa Adrian (2013) [6]
- Premios Clarivate Citation (2013)
- Premio a los sensores moleculares y puertas lógicas moleculares (MSMLG) (2014) [5]
- Recibió la Orden del Tesoro Sagrado del Emperador de Japón en 2017.[7]
- Recibió el premio a la Persona de Mérito Cultural del Gobierno japonés en 2018.[8]